# Istočnonovogvinejski gorski jezici
East New Guinea Highlands jezici (istočnonovogvinejski gorski jezici), po Stephenu Wurmu, porodica papuanskih jezika iz Papue Nove Gvineje, koja je 1975. uklopljena u transnovogvinejske jezike. Sastoji se od nekoliko izoliranih jezika i više užih jezičnih skupina, to su: West-Central (Enganski jezici; 14), Central (Chimbu-Wahgi jezici; 17), East-Central (Goroka jezici; 14), i Eastern (Kainantu jezici; 13); konačno su 1971. pridodani i jezici kalam (4). 
Od pojedinačnih jezika obuhvaćala je i jezike wiru i kenati. Ukupno je obuhvaćala 64 jezika.

## Vanjske poveznice
- Ethnologue (14th)
- Ethnologue (15th)